# Ashley (Gloucestershire)

Ashley é uma paróquia  e aldeia do distrito de Cotswold, no condado de Gloucestershire, na Inglaterra. De acordo com o Censo de 2011, tinha 131 habitantes. Tem uma área de 7,47km².